# Klára Fried-Bánfalvi
Klára Fried-Bánfalvi (Budapest, 9 de mayo de 1931-Viena, 15 de julio de 2009) fue una deportista húngara que compitió en piragüismo en la modalidad de aguas tranquilas.
Participó en los Juegos Olímpicos de Londres 1948 y Roma 1960, obteniendo una medalla de bronce en la edición de Roma 1960 en la prueba de K2 500 m. Ganó una medalla de oro en el Campeonato Mundial de Piragüismo de 1954, y dos medallas de bronce en el Campeonato Europeo de Piragüismo en los años 1959 y 1961.

## Palmarés internacional
| Juegos Olímpicos   | Juegos Olímpicos | Juegos Olímpicos  | Juegos Olímpicos |
| Año                | Lugar            | Medalla           | Evento           |
| ------------------ | ---------------- | ----------------- | ---------------- |
| 1960               | Roma (Italia)    | Medalla de bronce | K2 500 m         |
| Campeonato Mundial |                  |                   |                  |
| Año                | Lugar            | Medalla           | Evento           |
| 1954               | Mâcon (Francia)  | Medalla de oro    | K2 500 m         |
| Campeonato Europeo |                  |                   |                  |
| Año                | Lugar            | Medalla           | Evento           |
| 1959               | Duisburgo (RFA)  | Medalla de bronce | K1 500 m         |
| 1961               | Poznań (Polonia) | Medalla de bronce | K4 500 m         |